# Первомайское (Бурятия)
Первома́йское — село в Кяхтинском районе Бурятии. Входит в сельское поселение «Первомайское».

## География
Расположено в полукилометре к юго-востоку от южной окраины улуса Ара-Алцагат — центра сельского поселения «Первомайское», на автодороге местного значения от трассы 03К-024 на село Шарагол.

## Население
| 2002 | 2010 |
| ---- | ---- |
| 171  | ↘133 |

По итогам Всероссийской переписи населения 2021 года население составляет - 82 человека.